# Chamarayanakote, Piriyapatna
Chamarayanakote là một làng thuộc tehsil Piriyapatna, huyện Mysore, bang Karnataka, Ấn Độ.